# 村田村 (新潟県)
村田村（むらたむら）は、かつて新潟県三島郡にあった村。

## 沿革
- 1889年（明治22年）4月1日 - 町村制施行に伴い三島郡村田村、坂谷村、村岡村、落水村、高森村、高月村、辺張村、辺張北組、吉田村、籠田村が合併し、村田村が発足。
- 1901年（明治34年）11月1日 - 三島郡小島谷村と合併し、島田村となり消滅。